# Deserto Arabico
Il deserto arabico (in arabo ٱلصَّحْرَاء ٱلْعَرَبِيَّة‎?, al-ṣaḥrāʾ al-ʿarabiyya) è una vasta zona desertica che va dallo Yemen al Golfo Persico, dall'Oman alla Giordania ed all'Iraq. Occupa la maggior parte della penisola araba e si estende per oltre 2.220.700 km².
Al centro ospita il Rub' al-Khali, una delle più grandi distese sabbiose dell'intero pianeta, mentre a nord il più piccolo deserto del Nefud. La sua fauna comprende gazzelle, orici, gatti delle sabbie, lucertole uromastici, pernici (qaṭā) ed altro ancora, il clima è molto secco e varia dalle alte temperature diurne alle gelate notturno-invernali. Ci sono le grandi dune di sabbia rossa e sabbie mobili. Fa parte del bioma desertico-arido-stepposo e dell'ecozona paleartica.
Il deserto arabico è compreso nell'ecoregione definita dal WWF del deserto arabico e macchia xerofila saharo-arabica 
e comprende le due ecoregioni più piccole del semi-deserto e deserto del golfo Persico 
e il semi-deserto e deserto tropicale nubico-sinaitico del Mar Rosso.

## Clima
Tipo: iper-arido.
Descrizione dettagliata: La maggior parte del deserto del Rub' al-Khali è una regione iper-arida.
Le precipitazioni sono solo di 35 mm all'anno e l'umidità raggiunge il 50% in inverno ed il 
15% in estate.
Le temperature variano dai 40 °C ai 50 °C gradi in estate, con temperature medie invernali tra i 5 °C e i 15 °C gradi con le minime che possono scendere anche sotto 0 °C.
L'Arabia Saudita registra temperature più fresche d'estate, attorno ai 30 °C, e temperature invernali attorno ai 5 °C con precipitazioni medie di 80 mm.

## Geologia/Geografia
Caratteristiche geologiche dettagliate: 
- Un corridoio di dune sabbiose conosciuto con il nome di deserto di al-Dahna collega il deserto settentrionale del Nefud (65.000 km quadrati) con quello più grande del Rub' al-Khali nel sud-est.
- Ṭuwaʾiq (in arabo طُوَيْق‎?) è una regione di 800 km formata da falesie di roccia sedimentaria, altopiani e canyon.
- Le pianure saline di Brackish: le sabbie mobili di Umm al-Samim.
- Le Wahība Sands dell'Oman sono un deserto di dune isolato e situato nella costa orientale.
- Il Rubʿ al-Khālī[5] è un deserto in un bacino sedimentario che si estende dal sud-ovest al nord-est nel bel mezzo dell'altopiano arabico. Il paesaggio roccioso lascia il posto al deserto sabbioso dell'al-Rub' al-Khali la cui estremità meridionale attraversa il centro dello Yemen. Le sabbie di questo deserto giacciono su una base di ghiaia e gesso e le dune raggiungono un'altezza massima di 250 metri. I granelli sabbiosi sono principalmente composti da silicati: 80-90% da quarzo ed il resto da minerali a base di calcio, potassio oppure sodio. Il loro colore rosso, arancione oppure viola, deriva dall'ossido di ferro, il quale ricopre i granelli di sabbia esteriormente.

## Ecologia e risorse naturali
Alcune risorse sono: petrolio, gas, fosfati e zolfo.
Il Rubʿ al-Khālī ha una biodiversità florale molto limitata. Esistono solo 37 specie di flora, 20 delle quali sono situate nella parte sabbiosa del deserto e le altre 17 ai margini di esso. Fra queste 37 specie solo 2 sono endemiche. La vegetazione è molto rara ma equamente distribuita con qualche interruzione sulle sabbie sterili delle dune.
Alcune piante tipiche sono:
- Calligonum crinitium sui versanti delle dune
- Cornulaca arabica (detto anche "cespuglio di sale")
- Cyperus conglomeratus

Altre piante molto comuni sono:
- Dipterygium glaucum
- Limeum arabicum
- Zygophyllum mandavillei (Mandaville 1986)

Pochi alberi possono essere trovati in pieno deserto con qualche eccezione ai confini di esso (tipicamente Acacia ehrenbergiana e Prosopis cineraria). Altre specie sono l'arbusto Calligonum comosum ed erbe annuali come la Danthonia forskallii.

## Confini politici
Il deserto si trova principalmente nell'Arabia Saudita e si estende nel vicino Egitto (penisola del Sinai), il sud Iraq, sud Giordania e l'Arabia Saudita settentrionale. Il deserto arabico confina con 5 Paesi. Vicino al Golfo Persico il deserto comprende parte del Qatar e quasi tutto l'Emirato di Abu Dhabi negli Emirati Arabi Uniti (UAE).
Il deserto principale di Rubʿ al-Khālī si estende, ad ovest dall'Oman ed ad est fino allo Yemen.

## Religioni, etnie e lingue
Le religioni predominanti sono lo sciismo ed il sunnismo. Il maggiore gruppo etnico della zona sono gli Arabi che parlano la lingua araba (salvo nelle isole di Socotra, ʿAbd al-Kūrī e Samha, dove si parla una particolare lingua sudarabica).

## Minacce ambientali
- L'eccessivo pascolamento di capre e cammelli, con la grandezza delle mandrie sempre in aumento, e lo stile di vita sempre più sedentario dei beduini.
- Guida eccessiva dei fuori-strada
- Distruzione degli habitat
- Agricoltura eccessiva
- Produzione di petrolio e gas naturale
- Le guerre e le loro conseguenze

### Perdite di petrolio
Questa ecoregione fu teatro di un vasto sabotaggio economico-ambientale da parte dell'Iraq ai danni dei giacimenti di petrolio del Kuwait i quali una volta sabotati causarono la perdita nell'atmosfera di diverse tossine nel 1990.
Nel 1991 durante la guerra del Golfo l'Iraq scaricò nelle acque del mare del Golfo Persico circa 1,7 milioni di barili di petrolio. Nel febbraio dello stesso anno distrussero 1.164 pozzi di petrolio kuwaitiani e occorsero poi nove mesi per estinguere le fiamme dei pozzi. Queste perdite di petrolio contaminarono circa 1.000 km di coste del Golfo Persico.
I risultati di questo inquinamento furono la morte di migliaia di volatili acquatici e seri danni all'ecosistema marino del Golfo Persico, particolarmente al gambero, alla tartaruga marina, al dugongo, alla balena, al delfino ed ai pesci in generale.
I pozzi di petrolio danneggiati dispersero 10 milioni di metri cubi (60 milioni di barili) di petrolio nel deserto e si formarono laghi (con una superficie totale 49 km²) che contaminarono il terreno e le falde acquifere.
Causarono gran inquinamento anche gli armamenti usati dalle truppe degli Stati Uniti con le loro colonne di carro armati che distrussero il fragile equilibrio ambientale nelle loro zone di transito.
Nel 1991 una colonna di carro armati ha smosso il sottile mantello di terreno protettivo di cui è formato il suolo del deserto. Così facendo ha provocato l'inizio di una duna di sabbia che piano piano incominciò a rotolare a valle.

Alcune persone sono allarmate perché credono che questa duna potrebbe poi raggiungere Kuwait City.
 Un'altra preoccupazione sono le armi all'uranio impoverito
usate dagli Stati Uniti con gli A-10 Thunderbolt II. Si sa che le armi all'uranio 
impoverito producono forme di cancro e contaminano le falde acquifere. Nel 1991 gli Stati Uniti e la NATO
scaricarono circa 300 tonnellate di uranio impoverito nell'Iraq. Le schegge che risultavano dalle esplosioni di queste bombe all'uranio impoverito contaminarono il terreno circostante ad esse.
Le specie della oryx bianca e della gazzella delle sabbie sono in via di estinzione mentre lo sciacallo, la hyaena hyaena e la mellivora capensis sono già estinte. Nessun parco naturale esiste attualmente ma ne è pianificato uno per il futuro nello Stato di Abu Dhabi.